# کوپیلانکولام
کوپیلانکولام (به لاتین: Kuppilankulam) یک منطقهٔ مسکونی در سری‌لانکا است که در استان شمالی (سری‌لانکا) واقع شده‌است.